# 波因特站
波因特站（英語：The Point）是一個位於愛爾蘭都柏林的都柏林轻轨終點站，在2009年通車，為紅線延伸工程往都柏林港區的車站之一，車站命名自附近的波因特車廠，車站附近是3體育場。
都柏林公車路線33D、33X、53、53A、90、142、151和747均能到達此站。